# 体腔

人类体腔的横截面，已标示背侧和腹侧体腔。

体腔（英語：body cavity）是动物体内的任何空间、隔室（compartment）或潜在空间；此空腔构造容纳器官和其他结构，且如同潜在空间内含体液。
人体最大的两个体腔是腹侧体腔和背侧体腔。脑和脊髓位于背侧体腔。围绕中枢神经系统器官（脑和脊髓，位于颅腔和椎管）的膜是三层脑脊膜。
具有衬里的不同体腔含有不同类型的体液，例如在脑脊膜中是脑脊液，在腹腔的腹膜内所含的液体为浆液。
在羊膜动物和一些无脊椎动物中，腹膜内衬在它们最大的体腔，称为胚腔。